# Cornelis Damman

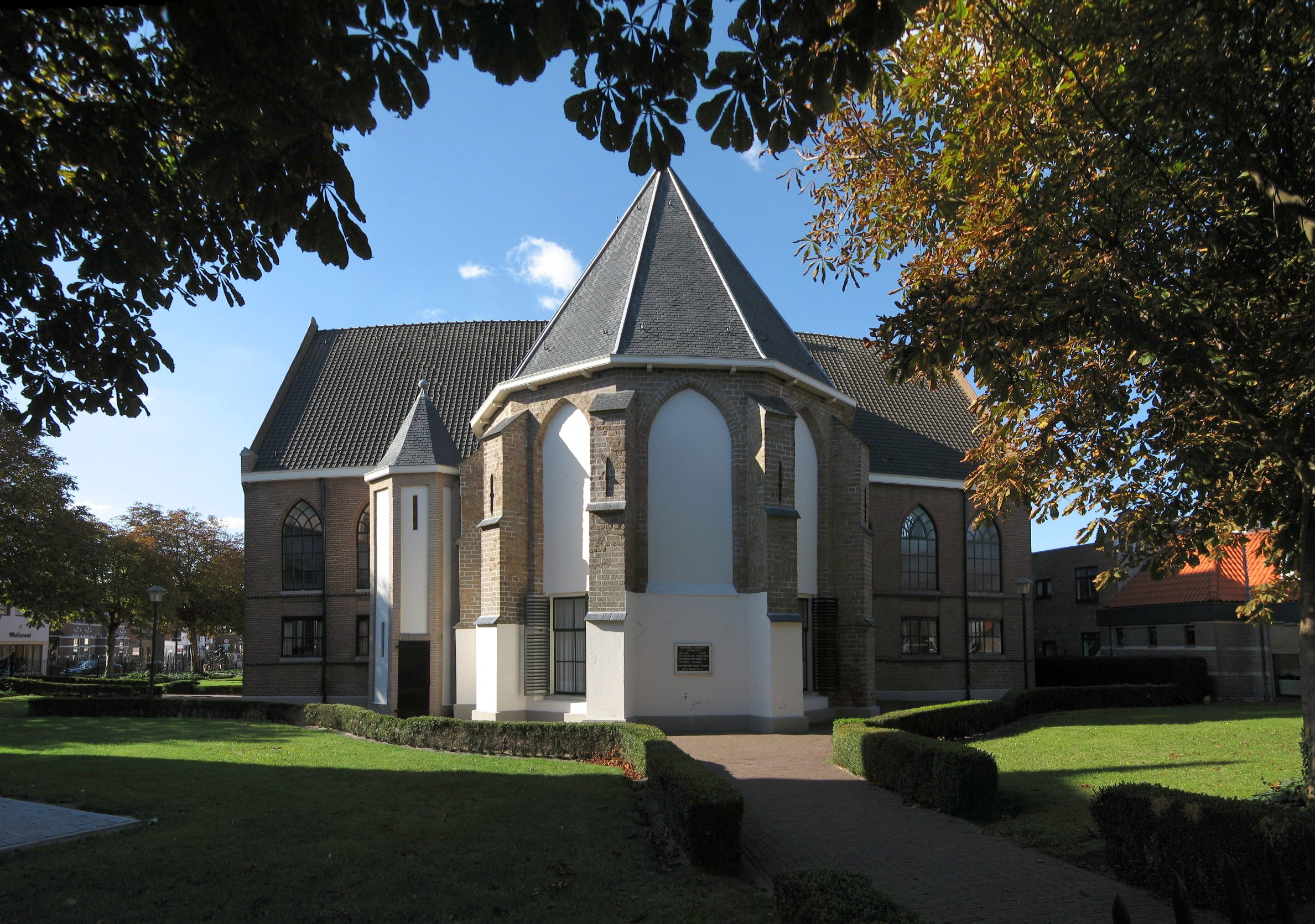
De dorpskerk van Ouddorp.

Cornelis Damman of Cornelius Dammannus (1567-1627) was een Nederlands predikant in de Nederduits Gereformeerde gemeenten te Hengstdijk, Hekelingen, Ouddorp en Oostvoorne. 

## Biografie
Cornelis Damman was afkomstig uit een aanzienlijke Vlaamse familie, waarschijnlijk uit de buurt van Axel. Uit deze familie zijn verscheidene predikanten voortgekomen. Zijn vader Gothier Damman was eveneens predikant, onder meer te Goes en Serooskerke. Cornelis werd op 30 september 1587 als student theologie te Leiden ingeschreven. Hij wordt bevestigd in 1593 te Hengstdijk in het Hulster Ambacht, maar moet in 1596 vluchten ten gevolge van de veroveringen van de Spanjaarden op het huidige Zeeuws-Vlaanderen. 
Damman wordt predikant in Hekelingen op het eiland Putten. In 1600 wordt hij predikant in Ouddorp op het eiland Westvoorn. Hij was de tweede predikant van deze gemeente, na Jacobus Cornet. In 1605 werd hij tijdens een van zijn reizen door Spaanse troepen gearresteerd en overgebracht naar Brugge. Voor een losgeld van f 1600 werd hij na bemiddeling door de Staten vrijgekocht. Gedurende veertien maanden was hij eveneens predikant van het naburige Goedereede. In 1606 komt Passchier de Fijne als student naar Ouddorp om van Damman studie te ontvangen. Na enkele maanden vertrekt de Fijne, maar wordt in tegenstelling tot Damman remonstrants. In 1619 werd hij predikant in Oostvoorne op het eiland Voorne, waar hij in 1627 overleed.
Een broer van Cornelis was Tobias Damman. Deze was predikant in de gemeenten Oud-Vossemeer, Ovezande, Nieuwerkerk en Brielle. 

## Ongeregeldheden in 1618
Cornelis Damman was tijdens de godsdienstige twisten tijdens het Twaalfjarig Bestand een vurig aanhanger van de contraremonstranten, maar wist door zijn vreedzame aard de gemeente van Ouddorp te behoeden voor onenigheid. De predikant van het naburige Goedereede, Arent Romeyn, was arminiaans. Dit was de oorzaak dat een aanzienlijk deel van zijn gemeente in Ouddorp naar de kerk, maar ook samenkwam in een particuliere woning, waarbij ds. Gosuinus Buytendyck uit Dirksland, voorging. De kerkenraad van Goedereede verzocht echter aan de magistraat te verbieden dat de doleerende gemeente niet meer mocht samenkomen. De zaak werd uitgesteld tot na de verkiezing van een nieuwe magistraat. Deze verkiezing bracht echter remonstrantsgezinden in de regering. Een commissie vertrok naar Den Haag, waar men het advies kreeg in alle stilte bijeenkomsten te houden. 
De eerste preekbeurt werd op vrijdag 19 januari 1618 gepland en ds. Buytendijck werd hiervoor uitgenodigd. Dit werd echter door zijn kerkenraad verboden. Daarop werd Cornelis Damman uitgenodigd, deze kwam wel. Op de bewuste dag ontstond echter een groot tumult, mede onder invloed van het remonstrantse deel van Goeree. De godsdienstoefening kon nog ten einde gebracht worden, dankzij het optreden van baljuw De Leeuw en burgemeester Kastelijn; maar na afloop kwam het op straat tot een hevig oproer, waarbij Dammans leven bedreigd werd. De contraremonstranten werden aangevallen en met stenen verdreven. Damman werd uit de kerk getrokken en met de dood bedreigd. Een hooivork werd tegen zijn buik geduwd en een ponjaard (dolk) op de borst gezet. De bedreigers werden echter door anderen weerhouden. Damman werd gevangengenomen, maar al gauw weer vrijgelaten. In maart 1618 werd Arent Romeyn door de synode te Delft afgezet en kwamen de kerkelijke onrusten op Westvoorn ten einde.